# Jaguaruana
Jaguaruana là một đô thị thuộc bang Ceará, Brasil. Đô thị này có diện tích 867,25 km², dân số năm 2007 là 30720 người, mật độ 35,42 người/km².